# Lee Hae-in (cantante)
Lee Hae-in (Masan, Changwon; 4 de julio de 1994) es una cantante, letrista, actriz y directora creativa surcoreana. Fue miembro del grupo proyecto I.B.I. 

## Discografía

### Sencillos
| Año  | Título                                  | Álbum                               |
| ---- | --------------------------------------- | ----------------------------------- |
| 2016 | "I Want You Bad" (with Baek Seung-heon) | 1% of Anything OST                  |
| 2016 | "Permeate"                              | Weightlifting Fairy Kim Bok-joo OST |

## Filmografía

### Serie de televisión
| Fecha | Título             | Papel      | Red  | Nota        |
| ----- | ------------------ | ---------- | ---- | ----------- |
| 2016  | Producir 101       | ella misma | Mnet | concursante |
| 2016  | The God of Music 2 | ella misma | Mnet | elenco      |
| 2016  | Hello I.B.I        | ella misma | JTBC | elenco      |
| 2017  | Idol School        | ella misma | Mnet | concursante |

### Series
| Fecha | Título             | Papel       | Red    | Nota    |
| ----- | ------------------ | ----------- | ------ | ------- |
| 2016  | 1% de Nada         | Soo-jung    | Dramax | reparto |
| 2017  | Mi Romance Secreto | Jang Eun-bi | OCN    | reparto |